# アラカルト (アルバム)
『アラカルト』は、2002年10月21日にリリースされたフジファブリックの1枚目のミニアルバムである。

## 概要
インディーズよりリリースされたバンド結成後初、通算1枚目のアルバム。この当時のメンバーは現在のメンバーとは大きく異なっている。録音は第2期メンバーの志村正彦、渡辺隆之、田所幸子、萩原彰人、加藤雄一の5人で行われたが、萩原、加藤は発表時に脱退していたためサポートメンバーとしてクレジットされている。田所脱退後に入れ替わりで金沢ダイスケと加藤慎一が加入する。初回盤のみステッカーが付いている。また、ほとんどの楽曲はのちにセルフカバーされ、唯一セルフカバーされなかった「午前3時」は「フジファブリックデビュー5周年ツアー GoGoGoGoGoooood!!!!!」にて披露された。
アルバムタイトルは、好きな料理を一品ずつ頼む注文方法のアラカルトから。色々なタイプの曲を収録しているので合っていると考えた。
アルバムの推薦文を交流のあった氣志團の星グランマニエが書いている。

## 収録曲

### CD
| 全作詞・作曲: 志村正彦。 |                      |          |            |      |
| #                        | タイトル             | 作詞     | 作曲・編曲 | 時間 |
| 1.                       | 「線香花火」         | 志村正彦 | 志村正彦   | 5:32 |
| 2.                       | 「桜並木、二つの傘」 | 志村正彦 | 志村正彦   | 4:55 |
| 3.                       | 「午前3時」          | 志村正彦 | 志村正彦   | 4:48 |
| 4.                       | 「浮雲」             | 志村正彦 | 志村正彦   | 5:15 |
| 5.                       | 「ダンス2000」       | 志村正彦 | 志村正彦   | 4:38 |
| 6.                       | 「茜色の夕日」       | 志村正彦 | 志村正彦   | 4:55 |
| 合計時間:                | 合計時間:            | 30:03    |            |      |

### 楽曲解説
1. 線香花火
  - カセットテープのバージョンよりも少しゆっくりめで、後にプレデビューアルバム『アラモルト』の楽曲として再びリメイクされる。
2. 桜並木、二つの傘
  - 後に1stシングル『桜の季節』のカップリングとして再びリメイクされる。
3. 午前3時
  - 唯一、このアルバムにしか収録されていない楽曲。
4. 浮雲
  - 歌詞に出てくる「いつもの丘」とは、富士吉田市にある浅間神社の丘のことである。
5. ダンス2000
  - 後にプレデビューアルバム『アラモルト』、5thシングル『虹』のカップリングとして再びリメイクされる。全て曲調等に若干違いがある。
6. 茜色の夕日
  - カセットテープのバージョンをゆっくりになっていて、ソロがまったく変わっている。
  - 後にプレデビューアルバム『アラモルト』、6thシングルとして再びリメイクされる。アラモルトとは若干の違いがある程度だが、シングルでは歌い方等も大きく変わり、非常にゆったりしたバラードとなっている。PVがインディーズとメジャー共に製作されている唯一の楽曲である。
  - バンド初の撮影となるプロモーションビデオが作られた[1]。

## 演奏
メンバー
- 志村正彦 - ボーカル、ギター
- 渡辺隆之 - ドラムス、コーラス
- 田所幸子 - キーボード

サポートメンバー
- 萩原彰人 - ギター
- 加藤雄一 - ベース、コーラス
- 武本俊一 - ? (#3)
- ? - フルート (#4)